# Tango jalousie
|  | Denne artikel er oprettet af botten Steenthbot ud fra en ekstern database. Den kan derfor have sproglige fejl eller mangler. Denne skabelon kan fjernes efter kontrol af indholdet. |

Tango jalousie er en dansk animationsfilm fra 1996 instrueret af Jannik Hastrup.

## Handling
En elegant visuel fortolkning af Jacob Gades Tango Jalousie fra 1925, der med lidenskab og patos udtrykker jalousiens drama. En ældre violinist slår tonerne an, og over lærredet danser han selv som ung; mennesker mødes, hjerter i brand, forsmåelse og nederlag, modenhed og ro.